# Lod (Israël)
Pour les articles homonymes, voir Lod.

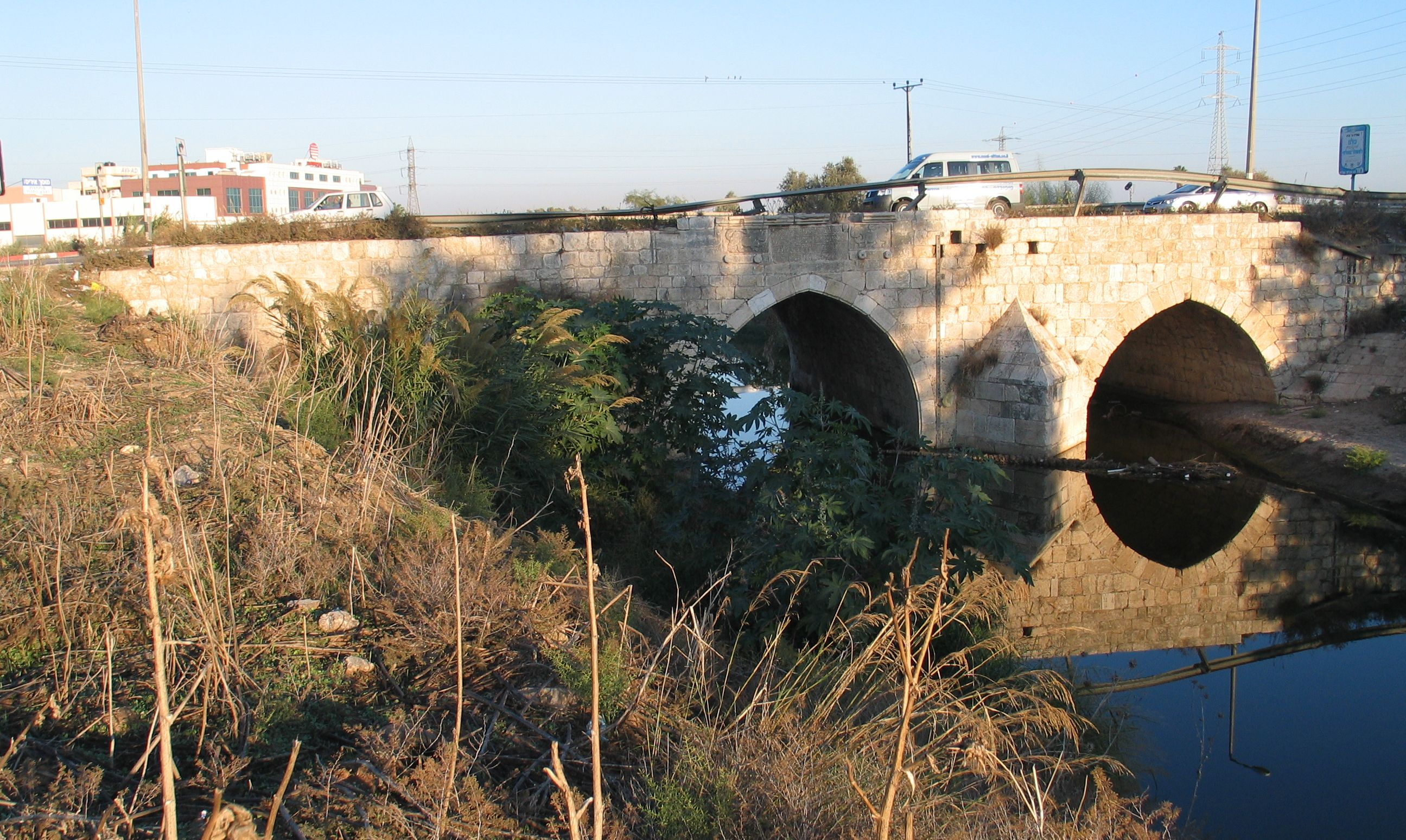
Le pont « Baibars » à Lod

Lod (hébreu : לוֹד ; arabe : اَلْلُدّْ ; grec ancien : Λύδδα, Lydda) est une ville du District centre d'Israël. C'est l'une des villes les plus anciennes du pays.

## Histoire

### Âge du bronze
La première trace écrite sur la ville de Lod apparaît à l'époque du bronze (-2400 – -1400) dans une liste de cités cananéennes conquises par le pharaon Thoutmôsis III à Karnak au XVe siècle av. J.-C.. Cette mention atteste son importance dans la région, même s'il semble que Lod était alors soumise à Gezer.

### Âge du fer
Jusqu'à l'époque du Premier Temple, on ne trouve plus de mention de la ville de Lod. Des restes archéologiques de l'âge du fer montrent cependant que la ville était toujours habitée. Ce fait explique aussi que le nom de la ville se soit conservé pendant une si longue période.
Selon la tradition juive, la ville de Lod était fortifiée depuis l'époque de Josué fils de Noun (Talmud de Babylone, Meguila 4a). Le livre des Chroniques attribue sa fondation à la tribu de Benjamin :
Les fils d’Elpaal furent Ever, Micheam et Chemer. Celui-ci fut le fondateur de Onoet de Lod, avec ses dépendances.

### Période du Second Temple
Selon le livre d'Esdras (2:33), ses habitants sont déportés à Babylone après la destruction du Temple en -586. Au début de la période du Second Temple, la ville de Lod est rattaché à la province de Samarie et non à la province de Judée. Même après la conquête de la région par Alexandre le Grand en -333, Lod reste en Samarie.
Lors de la révolte des Maccabées, qui s'est déclenchée à proximité, dans la ville de Modiin, la ville est reprise aux Grecs par Jonathan. Elle est alors rattachée à la Judée. Cette annexion est ensuite confirmée par les souverains séleucides Alexandre Ier Balas, puis Démétrios II Nicator. Lod est mentionnée dans les messages envoyés par Démétrios Ier Sôter et Démétrios II à Jonathan. Pendant toute la période hasmonéenne, Lod est une ville  prospère et garde sa place en tant que localité centrale dans la plaine.
La domination romaine sur Lod commence en 66 av. J.-C. lors de l'invasion de la Judée par les troupes de Pompée. En 48 av. J.-C., Lod est placée à la tête d'un district. En 43 av. J.-C., Cassius impose de lourds impôts sur la Syrie et les provinces voisines pour financer sa guerre contre les héritiers de César. Hyrcan II et Antipater ne parvenant pas à réunir la somme exigée par Cassius, celui-ci réduit en esclavage les habitants de 4 villes de Judée, dont Lod.
Deux ans plus tard, Marc-Antoine, à la tête de partie orientale de l'Empire romain, libère les esclaves, et il semble que les habitants de Lod retournent dans leur ville.
Sous Hérode, Lod reste un centre important, et cela semble-t-il jusqu'à la destruction du Temple.
Flavius Josèphe la décrit comme
un bourg qui [...] ne le cédait pas en grandeur à une ville
Au début de la Grande révolte juive (66-73), Cestius Gallus marche vers Jérusalem après avoir réprimé la révolte en Galilée. Il passe par Lod, qu'il trouve vide parce que ses habitants se sont rendus en pèlerinage à Jérusalem pour la fête de Souccot, et incendie la ville.
Lod est prise par Vespasien pendant sa campagne militaire en Judée, bien que la date de sa conquête ne soit pas clairement établie et qu'il semble qu'elle se soit rendue sans combat. Dans tous les cas, au printemps 68, Lod est hors de la zone des combats et il semble que de nombreux réfugiés affluent vers elle.
Après la destruction du Temple, plusieurs dirigeants spirituels juifs sont établis à Lod. Parmi ces sages, on compte
- Rabbi Eliezer ben Hyrcanos
- Rabban Gamaliel II
- Rabbi Tarfon
- Rabbi Eléazar hamodaï (de Modiin)
- Rabbi Akiba.

Le Talmud (T.B. traité Kiddoushin 40b) raconte les décisions importantes prises à Lod lorsque « Rabbi Tarfon et les anciens dînaient dans le grenier de la maison de Nitzah à Lod ».
Dans le Nouveau Testament, Lydda est mentionné en rapport avec Pierre, qui y guérit un paralytique (Ac. 9, 32-38).
C'est à Lydda (Lod) que se situe l'épisode de la vie de saint Georges qui lui vaut son nom de Georges de Lydda : à l'époque de l'empereur Dioclétien, il libère la ville de la domination du dragon, à interpréter comme le chef d'une bande de brigands. Après sa décapitation, en 203, il aurait été inhumé à Lydda et on édifia sur sa tombe l'église qui lui est dédiée.
D'après un hadith, c'est à la porte de Lod lors du retour de Jésus que celui-ci tuera l'Antéchrist.

### Époque romano-byzantine
Aux époques romano-byzantines, son nom grec est Diospolis.

### Époque moderne
Lydda est un évêché in partibus infidelium. Jean-Baptiste Gobel (1727-1794) en est l'évêque à partir du 27 janvier 1772.

### La conquête par Israël
La ville s'appelait Lydda avant d'être prise par les forces israéliennes lors de l'opération Dani pendant la Guerre israélo-arabe de 1948-1949. 
Lod a connu, en juillet 1948, un massacre perpétré dans la mosquée Dahamshe où, selon les sources, entre 95 et 250 Palestiniens qui s’y étaient réfugiés sont tués par des tirs d’obus tirés par des chars israéliens. 

## Situation actuelle

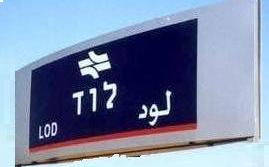

### Démographie
| année | population |
| ----- | ---------- |
| 1922  | 8 103      |
| 1946  | 18 250     |
| 1948  | 22 000     |
| 1960  | 19 000     |
| 1980  | 40 000     |
| 1990  | 43 000     |
| 2000  | 65 000     |
| 2005  | 66 599     |
| 2019  | 77 223     |
| 2022  | 85 351     |

D'après le bureau central des statistiques israélien la répartition ethnique de la ville en 2007 était la suivante : 
- Juifs : 68,3 %
- Arabes : 24,3 % (répartis en 23,2 % de musulmans et 1,1 % de chrétiens).

### Transports
Lod est le plus grand nœud ferroviaire du pays et est situé à proximité de l'aéroport international David-Ben-Gourion de Tel Aviv, anciennement appelé Aéroport de Lod.

### Immigration
Le centre d'intégration de l'Agence juive, principal organisme chargé d'accueillir et d'encadrer les immigrants juifs arrivant en Israël, se trouve à Lod.

### Culture
Le groupe de rap et de hip-hop DAM, qui a composé le thème d'ouverture de la série télévisée Arab Labor, est basé à Lod.

## Patrimoine
- Tombeau de Georges de Lydda, dans l'Église Saint-Georges.
- Mosaïque de Lod : mosaïque de 33 m2, à décor d'animaux exotiques, découverte en 1996, lors de travaux d'aménagements d'une autoroute. Elle est datée de 300 apr. J.-C.